# Ruth Prawer Jhabvala
Ruth Prawer Jhabvala (7. maj 1927 - 3. april 2013) var en britisk forfatter. Hun har vundet Bookerprisen og flere Oscars.

## Liv
Ruth Prawer blev født i Köln, Tyskland, men familien flyttede til Storbritannien i 1939. Hun blev britisk statsborger i 1948. I 1951 blev hun gift med en indisk arkitekt og kort derefter flyttede de til Indien.
Hun flyttede til New York i 1975 og blev amerikansk statsborger i 1986.
Hendes bøger handler om Indien. Hun er også kendt for hendes filmmanuskripter for Merchant-Ivory Productions.

## Udvalgt bibliografi

### Romaner
- To Whom She Will (1955)
- Heat and Dust (1975, vandt Bookerprisen)

### Filmmanuskripter
- Shakespeare Wallah (1965)
- The Bostonians (1984)
- A Room with a View (1985, Oscar)
- Mr. and Mrs. Bridge (1990)
- Howards End (1992, Oscar)
- The Remains of the Day (1993)
- Jefferson in Paris (1995)
- The Golden Bowl (2000)